# دیویدسون بلک
دیویدسون بلک (انگلیسی: Davidson Black؛ ۲۵ ژوئیهٔ ۱۸۸۴ – ۱۵ مارس ۱۹۳۴) یک دانشمند در زمینه دیرین‌مردم‌شناسی اهل کانادا بود.